# SO-04F
ドコモ スマートフォン Xperia A2 SO-04F（ドコモ スマートフォン エクスペリア エースツー エスオーゼロヨンエフ）は、ソニーモバイルコミュニケーションズによって開発された、NTTドコモの第3.9世代移動通信システム（Xi）と第3世代移動通信システム（FOMA）のデュアルモード端末である。ドコモ スマートフォン（第2期）のひとつ。

## 概要
SO-04Eの事実上の後継機種で、Xperia Z1 f SO-02Fのマイナーチェンジモデルとなる。
基本的な性能はSO-02Fを踏襲しているが、カメラ機能に関してはSO-03Fとほぼ同等となっている。ただし4K動画の撮影には対応していない。なお、ほぼ同時に発売された兄弟機種のSO-03Fは搭載OSがAndroid 5.0までアップデートされたが、当機は前モデルのSO-01F・SO-02F共々Android 4.4.2以降のOSへのバージョンアップがなされなかった。
なお、VoLTE・赤外線通信・NOTTV・フルセグ放送の受信には対応していない。
キャッチコピーは「使いやすさは進化する。手のひらから始まる、驚きの体験。」。

## 搭載アプリ
PC連携アプリケーション
- PC Companion
- Sony Bridge for Mac

プリインストールアプリケーション
- Video Unlimited
- 電子書籍Reader by Sony
- PlayStation Mobile
- PlayStation
- What's New
- Socialife
- FMラジオ
- OfficeSuite
- Sony Select
- Facebook
- WALKMAN
- 連絡先
- ダイヤル
- ムービー
- TrackID
- TrackID TV
- Xperia Lounge Japan
- TV SideView
- Sketch
- Vine
- Evernote
- ファイルコマンダー
- アルバム
- ミュージック
- テレビ
- 取扱説明書
- おサイフケータイ
- カメラ
- Gmail
- メール
- マップ
- ハングアウト
- Playストア
- ダウンロード
- YouTube
- Google
- ブラウザ
- カレンダー
- アラーム・時計
- 電卓
- 設定
- Google+
- 写真
- Google設定
- Playムービー
- メッセージ
- Chrome
- Playブックス
- Playゲーム
- ドライブ
- 音声検索

## 主な機能
| 主な対応サービス                                | 主な対応サービス                         | 主な対応サービス                     | 主な対応サービス                                                  |
| ----------------------------------------------- | ---------------------------------------- | ------------------------------------ | ----------------------------------------------------------------- |
| タッチパネル/加速度センサー                     | Xi/FOMAハイスピード/VoLTE                | Bluetooth                            | DCMX/おサイフケータイ/NFC/かざしてリンク/赤外線/トルカ            |
| ワンセグ/フルセグ/モバキャス                    | メロディコール                           | テザリング                           | WiFi IEEE802.11a/b/g/n/ac                                         |
| GPS                                             | ドコモメール/電話帳バックアップ          | デコメール/デコメ絵文字/デコメアニメ | iチャネル                                                         |
| エリアメール/ソフトウェアーアップデート自動更新 | デジタルオーディオプレーヤー(WMA・MP3他) | GSM/3Gローミング(WORLD WING)         | フルブラウザ/Flash Player                                         |
| Google Play/dメニュー/dマーケット               | Gmail/Google Talk/YouTube/Picasa         | バーコードリーダ/名刺リーダ          | ドコモ地図ナビ/ドコモ ドライブネット/Google Maps/ストリートビュー |

## 歴史
- 2014年5月14日 - NTTドコモより発表・事前予約開始。
- 2014年6月19日 - 発売開始[4]。

## アップデート・不具合など
2014年8月19日のアップデート
- 通話中、特定の条件下で音声が途切れる場合がある不具合を修正する。
- ビルド番号が14.3.B.0.279から14.3.B.0.310になる。

2015年6月24日のアップデート
- まれに、動画が正常に再生できない場合がある不具合を修正する。
- まれに、デジタル時計が正常に表示されない場合がある不具合を修正する。
- ビルド番号が14.3.B.0.310から14.3.B.0.346になる。

2016年1月21日のアップデート
- ホーム画面に設定した壁紙が正常に表示されない場合がある不具合を修正する。
- ビルド番号が14.3.B.0.346から14.3.B.0.362になる。